# Mbeya (region)

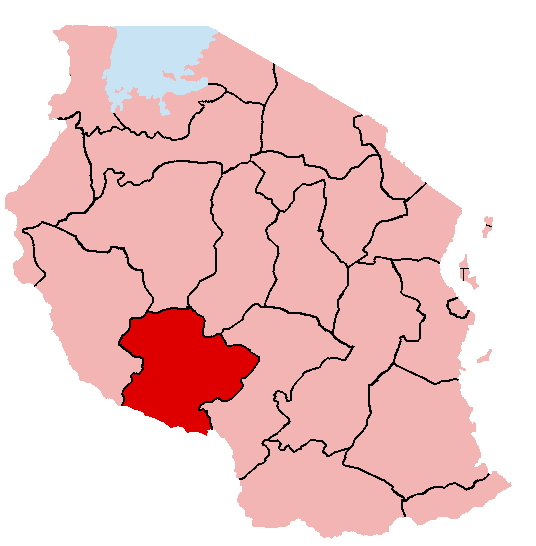
Mbeyaregionens läge i Tanzania.

Mbeya är en av Tanzanias 30 regioner och är belägen i den södra delen av landet. Den har en beräknad folkmängd av 2 581 792 invånare 2009 på en yta av 60 350 km². Administrativ huvudort är staden Mbeya. Regionen gränsar till länderna Zambia i sydväst och Malawi i sydost, där den norra spetsen av Malawisjön utgör en liten del av gränsen. Rukwasjön är belägen i den västra delen av regionen. 

## Administrativ indelning
Mbeyaregionen är indelad i nio distrikt:
- Chunya
- Ileje
- Kyela
- Mbarali
- Mbeya landsbygd
- Mbeya stad
- Mbozi
- Momba
- Rungwe

## Urbanisering
Urbaniseringsgraden för regionen beräknas till 21,50 % år 2009, en uppgång från 21,34 % året före. Den största staden är regionens huvudort, Mbeya, med ytterligare sex orter med över 10 000 invånare. 
| Ort         | Distrikt        | Yta (km²)     | Invånarantal 2002 |
| ----------- | --------------- | ------------- | ----------------- |
| Mbeya       | Mbeya stad      | Ingen uppgift | 233 441           |
| Mbalizi     | Mbeya landsbygd | Ingen uppgift | 30 816            |
| Tunduma     | Mbozi           | Ingen uppgift | 28 237            |
| Vwawa       | Mbozi           | Ingen uppgift | 19 298            |
| Kyela Mjini | Kyela           | Ingen uppgift | 17 602            |
| Rungwe      | Rungwe          | 6,49          | 15 856            |
| Ubaruku     | Mbarali         | Ingen uppgift | 12 685            |

Uppgifterna i listan avser urbaniserade områden. Gränsstaden Tunduma bildar tillsammans med Nakonde på den zambiska sidan ett internationellt storstadsområde, med ungefär 40 000 invånare (2002). 